# Guillaume Gommaire Kennis
Pour les articles homonymes, voir Kennis.
Guillaume Gommaire Kennis (en néerlandais : Willem Gommaar Kennis), né le 30 avril 1717 à Lierre et mort le 10 mai 1789 à Louvain, est un compositeur et violoniste belge.

## Biographie
Guillaume Gommaire Kennis commence sa carrière en tant que choriste et violoniste à l'église Saint-Gommaire (Sint-Gummaruskerk) à Lierre, où il devient maître de chapelle en 1742 avec la tâche de composer ou d'acheter de nouvelles musiques pour les différentes cérémonies liturgiques. De cette période, jusqu'en 1749, huit compositions (œuvres chorales) lui sont connues.
Au début de 1750, il est nommé maître de chant à la collégiale Saint-Pierre de Louvain, où il restera actif toute sa vie. Il était surtout connu comme virtuose du violon et comme compositeur d'œuvres instrumentales pour de petits ensembles (deux, trois ou quatre instruments à cordes). Pendant cette période, il a publié douze recueils contenant six compositions distinctes chacune. Les Opus 4 (six sonates pour deux violons) et Opus 9 (six duos pour violon et violoncelle) ont été les plus réussis et ont été réédités à Paris et à Londres. L'édition anglaise de l'Opus 4 a longtemps été considérée comme une œuvre de Johann Christian Bach et réédité sous ce nom à New York en 1949.